# 1969 у телебаченні
Список 1969 у телебаченні описує події у сфері телебачення, що відбулися 1969 року.

## Події

### Липень
- 1 липня — Початок аналогового мовлення телеканалу «УТ» на 12 ТВК у Запоріжжі[1].
- 14 липня мультсеріал УТ Ну, постривай!